# Sedlo - podmorje
Sedlo - podmorje este o arie protejată (sit de importanță comunitară — SCI) din Croația întinsă pe o suprafață de 59,41 ha, integral marine.

## Localizare
Centrul sitului Sedlo - podmorje este situat la coordonatele 43°39′30″N 15°33′22″E / 43.65833°N 15.556046°E.

## Înființare
Situl Sedlo - podmorje a fost declarat sit de importanță comunitară în iulie 2013 pentru a proteja un număr necunoscut de specii din flora spontană și fauna sălbatică aflate în arealul zonei.

## Biodiversitate
Situată în ecoregiunea marină mediteraneană, aria protejată conține 1 habitat natural: Recifuri.
La baza desemnării sitului se află un număr nedeclarat de specii protejate.